# Elena Vaenga
Elena Vaenga (in russo Елена Ваенга?), pseudonimo di Elena Vladimirovna Chrulëva (in russo Елена Владимировна Хрулёва?; Severomorsk, 27 gennaio 1977), è una cantante russa.

## Biografia
Vaenga ha incrementato la propria visibilità grazie alla vittoria al festival Pesnja goda, eseguendo il pezzo Absent. Ha in seguito piazzato due pubblicazione nella classifica degli album più venduti nella Federazione Russa nel corso del 2010 grazie alle raccolte Lučšie pesni e The Best, che hanno totalizzato rispettivamente 9 617 e 5 642 esemplari venduti.
L'anno seguente ha ricevuto due certificazioni di disco d'oro dalla Nacional'naja Federacija Muzykal'noj Industrii per le due compilation che sono figurate tra i primi 4 LP più venduti nazionalmente nel 2011; l'album in studio Klaviši, seppur pubblicato due anni prima, si è collocato al 10º posto della graduatoria annuale.
Il disco Lena, uscito nel 2012, è divenuto il suo primo progetto a finire in vetta alla classifica russa, mantenendola per almeno cinque settimane. Ha anche ottenuto la nomination per un Rossijskaja nacional'naja muzykal'naja premija Viktorija nel 2016, perdendola nei confronti di Semën Slepakov.

## Discografia

### Album in studio
- 2003 – Portret
- 2005 – Flejta
- 2006 – Šopen
- 2007 – Absenta
- 2007 – Djuny
- 2009 – Klaviši
- 2011 – Belaja ptica
- 2012 – Lena
- 2015 – New
- 2021 – #Re#lja

### Album dal vivo
- 2008 – Koncert v den' roždenija
- 2016 – Pesni voennych let

### Album video
- 2010 – Vaenga
- 2011 – Vaenga ptica

### Raccolte
- 2010 – Lučšie pesni
- 2011 – Grand Collection
- 2011 – Dve zvezdy, čast' 6 (con Stas Michajlov)
- 2011 – Živaja struna
- 2013 – 50 lučšich pesen
- 2014 – The Best
- 2018 – 1+1. Duety
- 2021 – Lučšie pesni

### Singoli
- 2002 – Mužčina i ženščina (con Andrej Jagunov)
- 2002 – Vludnica (con Andrej Jagunov)
- 2007 – Čërnye oči
- 2013 – Ptička
- 2015 – Kolybel'naja medvedicy
- 2016 – Na kuchne igraet radio (con Michail Nikitin)
- 2017 – New (con Laima Vaikule)
- 2018 – Re, lja (con Ači Purceladze)
- 2018 – Mueve la cintura mulata (con Roberto Kel Torres)
- 2018 – Cvety
- 2018 – Gorod na neve (con Jein)